# Макнот, Вилли
Вильям (Вилли) Макнот (9 мая 1922 — 12 апреля 1989) — шотландский футболист. Макнот является рекордсменом «Рейт Роверс» по количеству выступлений за клуб: он сыграл 657 матчей в период между 1941 и 1962 годами. Макнот был капитаном клуба и на международной арене сыграл пять полных матчей за сборную Шотландии и шесть — за сборную шотландской лиги. Сын Вилли, Кен Макнот, является победителем Кубка европейских чемпионов в составе «Астон Виллы».

## Клубная карьера
Во время Второй мировой войны Макнот, по всей видимости, был игроком клуба из своего родного города, «Куин оф зе Саут». Центральный защитник или опорник с ярким стилем игры был замечен «Рэйт Роверс» в футбольной команде армии, клуб, не теряя времени, подписал его. Он сформировал линию полузащиты, которая до сих пор считается эталоном «Рэйт Роверс», вместе с Энди Янгом и Энди Ли.
С возобновлением работы национальной футбольной лиги в 1946/47 годах после окончания Второй мировой войны, «Рэйт» были во втором дивизионе Шотландии. Они улучшали результаты сезон за сезоном, финишировав шестыми и четвёртыми соответственно до повышения в классе на правах чемпионов второго дивизиона в 1949 году. С тех пор они оставались в высшем дивизионе Шотландии до ухода Макнота из команды в 1962 году. Кульминацией золотой эры 1950-х, несомненно, стала разгромная победа со счётом 5:1 над «Рейнджерс» на «Старкс Парк» в декабре 1956 года. Это был наивысший пик «Рэйт Роверс» за 30 лет, и некоторое время они выглядели претендентами на чемпионство, в итоге они заняли четвёртое место, самая высокая позиция с 1922 года, и пятое место в 1952 году, больше этот рекорд не улучшался. «Роверс» были понижены сезоном позже ухода Макнот в «Брихин Сити».
Во время игры Макнота за «Рэйт» он трижды становился полуфиналистом кубка Шотландии: в 1951, 1956 и 1957 годах, включая также поражение в четвертьфинале от «Рейнджерс» в 1950 году, данная стадия переигрывалась дважды. Аудитория в 84640 человек стала свидетелем поражения «Роверс» в полуфинале 1951 года со счётом 3:2 от «Селтика» на «Хэмпден Парк» в Глазго, это был рекорд посещаемости матча «Рэйт Роверс». Неудачи в финальных стадиях преследовали «Рэйт» не только в кубке Шотландии. «Рэйт» в сезоне 1948/49 дошёл до финала Кубка шотландской лиги, где они проиграли «Рейнджерс» со счётом 2:0.
Стиль игры Макнота был чем-то большим обычного спокойствия и элегантности. Позже Джим Бакстер назвал своего капитана «Железным человеком» в первые же дни в профессиональном футболе.

Легенда «Хартс», Вилли Болд, отдаёт должное своему сопернику. Болд испытывал большое восхищение Вилли Макнотом как человеком, который научил его жёсткой игре. Тем не менее, Джим Мензис вспоминал ветерана Макнота как настоящего джентльмена. Том Доусон играл с Макнотом после окончания карьеры последнего за команду «Всех звёзд» Файфа, он отзывался о Макноте так: 
Парень, что поразил меня в этих играх, был бывшей звездой «Рэйта» и сборной Шотландии по имени Вилли Макнот. Даже в возрасте 52 лет он играет очень легко.

## Карьера в сборной
Макнот сыграл пять полных международных матчей за сборную Шотландии. Дебютировал за сборную 21 октября 1950 года в матче с Уэльсом, игра закончилась со счётом 3:1 в пользу Шотландии. Второй матч 1 ноября был отмечен разгромом сборной Северной Ирландии со счётом 6:1. Последним матчем в году стала игра с Австрией 13 декабря, которая закончилась проигрышем шотландцев с минимальным счётом. Следующий матч за сборную Макнот сыграл уже в 1952 году, 5 апреля, соперником была сборная Англии, которая и одержала победу со счётом 2:1. Последний матч Макнота за сборную состоялся 3 ноября 1954 года против Северной Ирландии, игра завершилась ничьей 2:2.
Макнот также шесть раз представлял сборную Шотландской лиги и во всех матчах праздновал победу: по два выигрыша в матчах с Английской лигой и лигами обеих Ирландий.

## Достижения
- Чемпион второго дивизиона Шотландии: 1949
- Полуфиналист кубка Шотландии: 1951, 1956, 1957
- Финалист Кубка шотландской лиги: 1949